# Independencia (Michoacán)
Independencia es una localidad del estado mexicano de Michoacán. Es parte del municipio de Angangueo.

## Demografía
| Gráfica de evolución demográfica |
|                                  |

| Censo | Población |
| ----- | --------- |
| 1970  | 670       |
| 1980  | 619       |
| 1990  | 989       |
| 2000  | 1 022     |
| 2010  | 1 150     |
| 2020  | 1 507     |